# Taqwim as-sihha

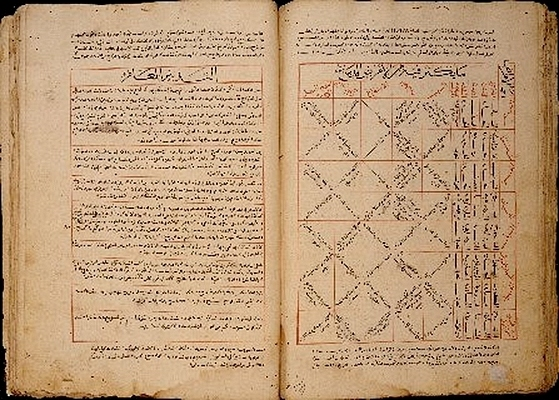
Arabische Handschrift, 14. Jahrhundert

Taqwim as-sihha (arabisch; deutsch: „Tabellarische Übersicht der Gesundheit“; arabisch تقويم الصحة, DMG taqwīm aṣ-ṣiḥḥa) ist das bekannteste Werk des orientalisch christlichen Arztes Ibn Butlan. Es entstand in arabischer Sprache in Antiochien vor 1064. Taqwīm wurde im 13. Jahrhundert latinisiert zu Tacuinum. Unter dem lateinischen Titel Tacuinum sanitatis (in medicina) gibt es zahlreiche gekürzte illustrierte Fassungen.

## Geschichte und Inhalt
Ibn Butlan schrieb das synoptische Tabellenwerk in seinen letzten Lebensjahren in einem Kloster in Antiochien. Es umfasst 40 Seiten zu sieben Objekten, also insgesamt zu 280. Die Hälfte einer Doppelseite nimmt eine Übersichtstabelle ein und auf der gegenüberliegenden befinden sich weitere Erläuterungen, zum Teil auch von anderen Autoren. Ibn Butlan beurteilt gemäß der antiken Humoralpathologie verschiedene Genuss- und Nahrungsmittel, wie z. B. Wein, Kamelfleisch, Melonen, Quitten etc., außerdem Gegebenheiten der Umwelt, wie die Jahreszeiten, den Nord- und den Südwind und die gesundheitlichen Auswirkungen heißer, kalter bzw. gemäßigter Weltgegenden. Weiters abgehandelt werden Kleidung, Musik und Tanz, Schlaf etc.

## Fassungen

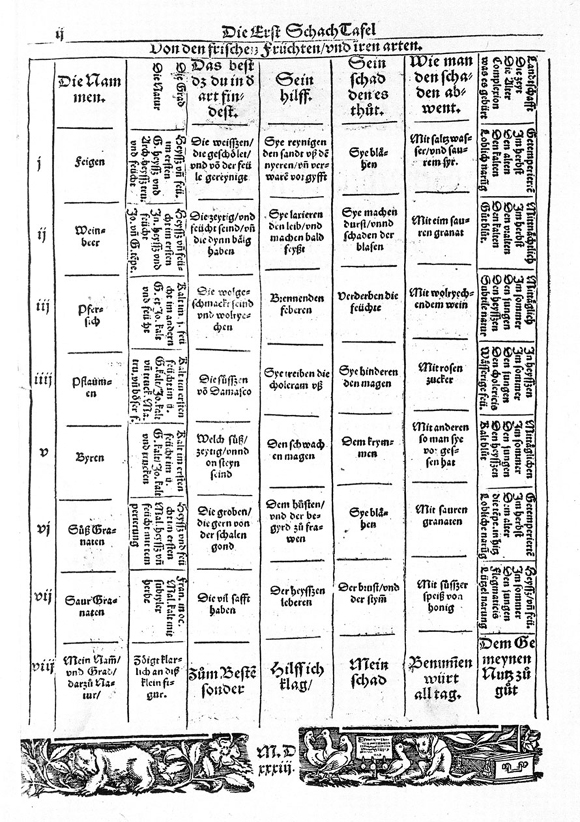
Tabelle aus der deutschen Ausgabe (1533)

Es sind bis heute neun arabische und siebzehn lateinische Handschriften überliefert. Die lateinische Übersetzung, die auch den illustrierten Fassungen zugrunde liegt, entstand im 13. Jahrhundert im Auftrag König Manfreds von Sizilien. In die ersten Drucke wurde die Tabellenform übernommen, die in den illustrierten mittelalterlichen Handschriften fehlt. Die lateinische Fassung erschien gedruckt 1531 bei Hans Schott in Straßburg, eine deutsche (übersetzt von Michael Herr) folgte 1533. Die Schott-Drucke enthalten außerdem noch zwei weitere aus dem Arabischen übersetzte medizinische Werke: Albengnefit, De virtutibus Medicinarum et Ciborum und Iac: Alkindus, De rerum gradibus.

## Ausgaben
- Tacuini sanitatis Elluchasem Elimithar medici de Baldath de sex rebus non naturalibus, earum naturis, operationibus et rectificationibus […] recens exarati. Hans Schott, Straßburg 1531. Digitalisat Ub Düsseldorf Digitalisat MDZ; deutsche Übersetzung:
  - Michael Herr: Schachtafelen der Gesuntheyt. Hans Schott, Straßburg 1533; Nachdruck Darmstadt um 1970; Neudruck Weinheim a. d. Bergstraße / Leipzig 1988 (mit einem Nachwort von Marlit Leber und Elfriede Starke).
- Tacuinum sanitatis in medicina: Codex Vindobonensis series nova 2644 der Österreichischen Nationalbibliothek, I-II, kommentiert, transkribiert und ins Deutsche übers. von Franz Unterkircher, mit einer englischen Übersetzung des lateinischen Textes von Heide Saxe und Charles H. Talbot, Graz 1967